# Federação Mundial de Caratê
A Federação Mundial de Caratê (em inglês:  World Karate Federation - WKF) é a entidade representativa do caratê em âmbito mundial, que foi formada, em 1970, por membros da vetusta União Mundial das Organizações de Caratê (em inglês:  World Union of Karate-Do Organizations - WUKO). Actualmente, é a maior entidade internacional do caratê desportivo, a contar com mais de 130 países membros. É a única organização de caratê reconhecido pelo Comité Olímpico Internacional e tem mais de dez milhões de membros. A Federação organiza o Campeonato Mundial de Caratê, realizado a cada dois anos. O presidente é Antonio Espinós, e a sede está localizada em Madrid, Espanha.

## História
Como resultados dos esforços do grandes mestres, como Gichin Funakoshi e Kenwa Mabuni, a arte marcial do caratê transpassou das fronteiras japonesas. Em meados do século XX, a entidade formada por discípulos de mestre Funakoshi instalou representantes no continente europeu, disseminando ainda mais o caratê. Contudo, foi sentida a necessidade de organização, que seria dada por uma entinade mundial.
Em 1970, a União Internacional de Caratê (em inglês:  International Karate Union - IKU) foi formada por Jacques Delcourt, em um esforço para organizar o caratê em todo o mundo. Por sua vez, quando soube dessa nova, Ryoichi Sasakawa, presidente da Federação de Todas as Orginizações de Caratê do Japão (em inglês:  Federation of All Japan Karatedo Organization - FAJKO), viajou à França para discutir a criação de um órgão internacional. O IKU foi rapidamente dissolvida e uma nova organização foi formada com a federação japonesa, e foi chamado União Mundial das Organizações de Caratê.
Em 1990, a União Mundial tentou fundar uma única organização, que seria o resultado da funsão com a Federação Internacional de Caratê Tradcional, porém o movimento foi mal-sucedido, resultado em maiores dissensões, o que levou o grupo ainda no mesmo ano a fundar a WKF. Basicamente, a Uninão Mundial (WUKO) transformou-se em Federação Mundial (WKF), mas a primeira entidade foi refundada no início do século XXI.

## Competições

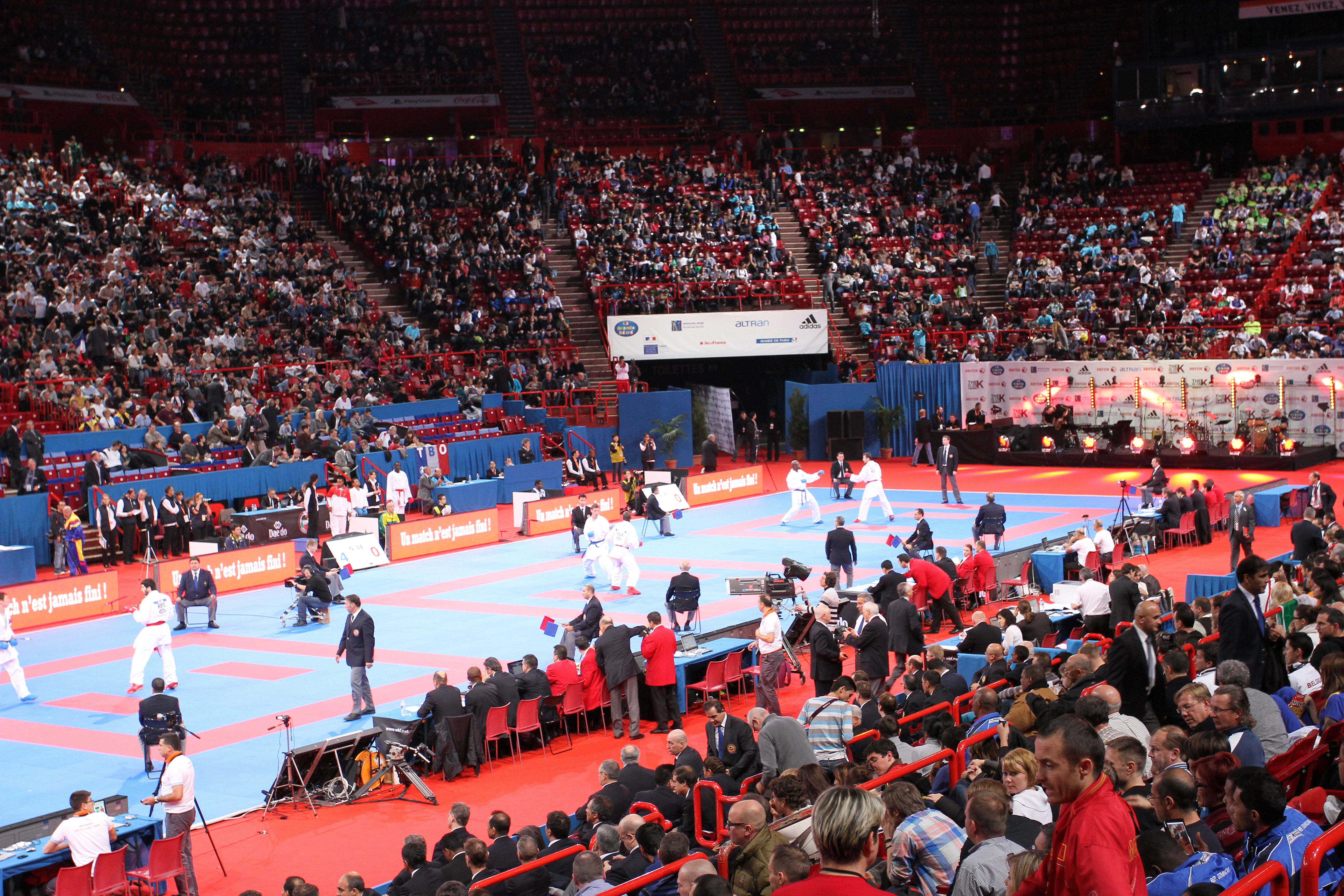
WKF Karate WM 2012 in Paris-Bercy

A cada dois anos, a entidade promove o Campeonato Mundial de Caratê, que pretende reunir os caratecas de todo o mundo numa competição que tem por finalidade não somente premiar os melhores atletas, mas, antes de tudo, propiciar o intercâmbio e a colaboração. Entretanto, somente podem participar do evento aqueles atletas que praticam um dos quatro estilos reconhecidos pela Federação, sendo eles o shotokan-ryu, shito-ryu, goju-ryu e wado-ryu. Há duas modalidades de disputas: kata e luta.
| Ano  | Cidade           | País           |
| ---- | ---------------- | -------------- |
| 1970 | Tóquio           | Japão          |
| 1972 | Paris            | França         |
| 1975 | Califórnia       | Estados Unidos |
| 1977 | Tóquio           | Japão          |
| 1914 | Okinawa          | Japão          |
| 1980 | Madrid           | Espanha        |
| 1982 | Taipei           | Taiwan         |
| 1984 | Maastricht       | Países Baixos  |
| 1986 | Sydney           | Austrália      |
| 1988 | Cairo            | Egito          |
| 1990 | Cidade do México | México         |
| 1992 | Granada          | Espanha        |
| 1994 | Kota Kinabalu    | Malásia        |
| 1996 | Sun City         | África do Sul  |
| 1998 | Rio de Janeiro   | Brasil         |
| 2000 | Munique          | Alemanha       |
| 2002 | Madrid           | Espanha        |
| 2004 | Monterrey        | México         |
| 2006 | Tampere          | Finlândia      |
| 2008 | Tóquio           | Japão          |
| 2010 | Belgrado         | Sérvia         |
| 2012 | Paris            | França         |
| 2014 | Bremen           | Alemanha       |
| 2016 | Linz             | Áustria        |